# Nicholas Ofczarek

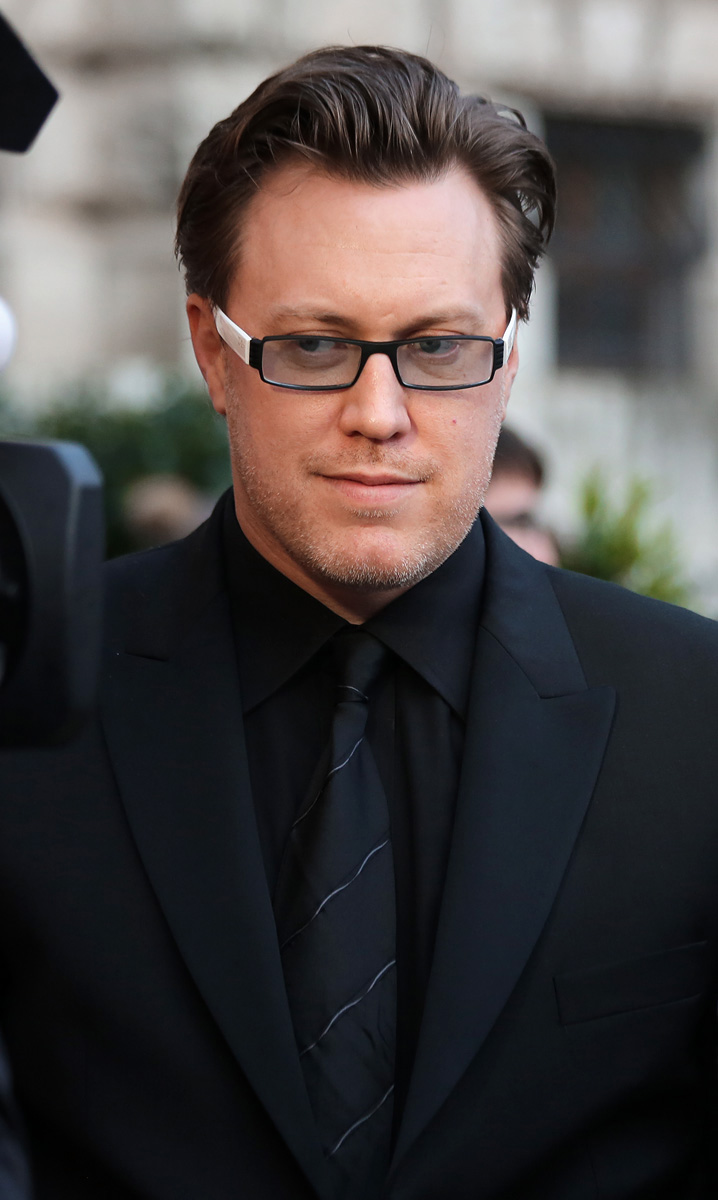
Nicholas Ofczarek (2013)

Nicholas Ofczarek (* 30. Mai 1971 in Wien) ist ein österreichischer Schauspieler und Ensemblemitglied des Wiener Burgtheaters. Er war von 2010 bis 2012 der Jedermann der Salzburger Festspiele.

## Leben
Ofczarek wurde als Sohn der Opernsänger Klaus Ofczarek und dessen Frau Roberta, geb. Ging, in Wien geboren. Sein Vater hatte polnische Vorfahren; seine Mutter stammt aus Irland. Mit ihnen lebte er mehrere Jahre in Graz und in der Schweiz. Auf den Hinweis der Eltern, er zeige für das Schauspiel mehr Talent als fürs Singen, entschied er sich für eine Schauspielkarriere.
Nach der Matura und der schauspielerischen Ausbildung an der Konservatorium Wien Privatuniversität spielte er von 1991 bis 1994 in der freien Wiener Theaterszene (Theater Drachengasse, Theater der Jugend), bis ihn Claus Peymann 1994 für eine Rolle an das Burgtheater holte, die er jedoch nie spielte. Erst eineinhalb Jahre und einige kleinere Rollen später wurde Peymann wirklich auf ihn aufmerksam und begann ihn zu fördern.
Neben seinen zahlreichen Bühnen- und Filmengagements unterrichtet er am Max Reinhardt Seminar Sprecherziehung und ist darüber hinaus auch karitativ tätig.
So moderierte er zusammen mit Ben Becker den Life Ball 2012, kocht für den Wohltätigkeitsverein Wiener Tafel und ließ sich 2012 bei einem Charity-Abend für die Wiener Sozialmärkte für ein Abendessen ersteigern.
2013 trat er beim jährlich stattfindenden Konzert zum Nationalfeiertag in Wien auf.
Ofczarek ist mit der österreichischen Schauspielerin Tamara Metelka (* 1972) verheiratet und hat eine Tochter.
Er und sein Kollege Michael Maertens wurden 2017 zum Kammerschauspieler ernannt.

## Bühnenrollen

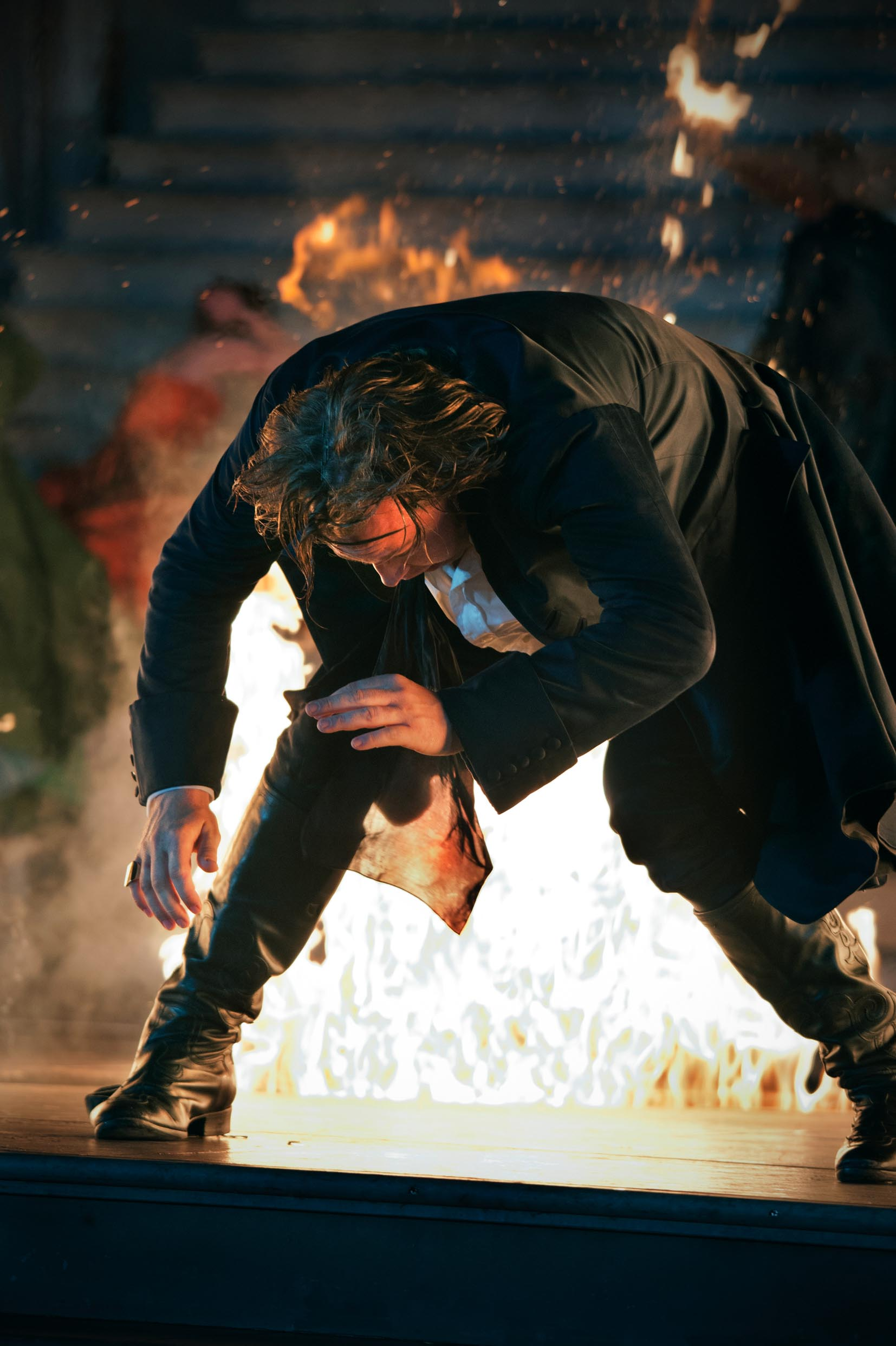
Als Jedermann bei den Salzburger Festspielen

Seine erste Hauptrolle am Burgtheater spielte er 1995/96 an der Seite von Martin Schwab in Der Messias von Patrick Barlow (R: Felix Benesch). 1999 spielte er die Rolle des Pentheus in Die Bakchen von Euripides, im selben Jahr einen Fremden in Franz Wittenbrinks Pompes Funèbres (1999), 2000 Kilian Blau in Nestroys Der Färber und sein Zwillingsbruder (R: Karlheinz Hackl), Leonce in Georg Büchners Leonce und Lena (R: Sven-Eric Bechtolf, 2001), Mortimer in Schillers Maria Stuart (R: Andrea Breth), Junger Grenzjäger in Karl Schönherrs Der Weibsteufel (Regie: Martin Kušej).
Eine seiner Paraderollen ist die Rolle von Zawisch in der Martin Kušej-Inszenierung König Ottokars Glück und Ende, die 2005 bei den Salzburger Festspielen aufgeführt wurde und im Burgtheater auf dem Programm gestanden ist. Für die Rolle Johanns in Zu ebener Erde und erster Stock oder Die Launen des Glücks von Nestroy wurde Ofczarek für den Nestroy-Theaterpreis 2005 in der Kategorie „Bester Schauspieler“ neben Tobias Moretti und Michael Maertens nominiert und erhielt diesen Preis geteilt mit Michael Maertens.
2006 betätigte er sich auch im Operngenre und stand in der Regie von Karin Beier als Bassa Selim (Sprechrolle) in Die Entführung aus dem Serail auf der Bühne des Burgtheaters. Im Sommer 2009 übernahm er bei den Festspielen Reichenau in Schnitzlers Spiel im Morgengrauen nicht nur die Rolle des Leutnant Greising, sondern gab auch sein Regiedebüt.
Von 2010 bis 2012 spielte er bei den Salzburger Festspielen die Titelrolle im Jedermann von Hugo von Hofmannsthal und hatte auch Gastauftritte im Residenztheater München als Kasimir in Kasimir und Karoline unter der Regie von Frank Castorf und Der Weibsteufel. 2013 feierte er einen großen persönlichen Erfolg als Knieriem in der Salzburger Festspielproduktion des Lumpazivagabundus, einer Koproduktion mit dem Wiener Burgtheater.

## Film und Fernsehen
Ofczarek spielt auch in zahlreichen Kino- und Fernsehfilmen sowie Fernsehserien. In dem im Juli 2008 erschienenen Film Falco – Verdammt, wir leben noch! spielte er die Rolle des Falco-Entdeckers Markus Spiegel. Im Schweizer Film Sennentuntschi (2010) spielte Ofczarek eine Hauptrolle. 2011 war er in Peter Payers Film Am Ende des Tages zu sehen und, zusammen mit den Filmkollegen Anna Unterberger und Simon Schwarz, singend mit einer Neuinterpretation von Klaus Pruensters Wunderwelt zu hören.
Im Jahr 2012 war Ofczarek im ORF in der Serie Braunschlag als Discobesitzer Richard Pfeisinger und in der Satiresendung Wir Staatskünstler von und mit Florian Scheuba, Robert Palfrader und Thomas Maurer zu sehen. Bei letzterer wurde in der ersten Staffel Niko Pelinkas angeblich großer Einfluss auf die Inhalte des öffentlich-rechtlichen Rundfunks parodiert. Pelinka (gespielt von Nicholas Ofczarek) teilte wöchentlich per Videokonferenz seine Verbesserungsvorschläge für die Sendung mit (instruiert von der stets neben ihm sitzenden SPÖ-Bundesgeschäftsführerin Laura Rudas, die von Claudia Kottal dargestellt wurde).
In der zweiten Staffel parodierten sie in der von Elizabeth T. Spiras Liebesg’schichten und Heiratssachen inspirierten Reihe Liebesg’schichten und Alltagssachen verschiedene Persönlichkeiten, die von ihnen als Pärchen dargestellt wurden (Michael Häupl und Maria Vassilakou, Alfons Mensdorff-Pouilly und Maria Rauch-Kallat, François Hollande und Angela Merkel, Krampus und Nikolo, Jedermann und Jedermann, sowie Alexander Wrabetz und Richard Grasl). In der komödiantisch-satirischen Sendereihe Bösterreich spielte Ofczarek mit Robert Palfrader in wechselnden Verkleidungen zahlreiche verschiedene Rollen. Im Jahr 2022 erschienenen Film Der Räuber Hotzenplotz spielte er den Hauptakteur; den Räuber Hotzenplotz selbst.

## Filmografie
- 1994: Parkplatz
- 1997: In Schwimmen-zwei-Vögel
- 1998: Lieselotte
- 1998: Das Siegel
- 1999: Nordrand
- 1999: Vino Santo – Es lebe die Liebe, es lebe der Wein
- 1999: Untersuchung an Mädeln
- 2000: Die Verhaftung des Johann Nepomuk Nestroy
- 2000: Die Nichte und der Tod (Fernsehfilm)
- 2001–2002: Kommissar Rex (Fernsehserie, Folgen 7x08, 8x04)
- 2001–2002: Medicopter 117 – Jedes Leben zählt (Fernsehserie, Folgen 4x04, 5x02)
- 2001, 2005: SOKO Kitzbühel (Fernsehserie, Folgen 1x06, 4x01)
- 2001: Uprising – Der Aufstand
- 2001: Sophie – Sissis kleine Schwester
- 2001: Blumen für Polt
- 2002: Der Bestseller – Mord auf italienisch
- 2002: MA 2412 (Fernsehserie, Folge Totalschaden)
- 2002: Richtung Zukunft durch die Nacht
- 2002: Der Bulle von Tölz: Schlusspfiff
- 2002: Julia – Eine ungewöhnliche Frau (Fernsehserie, Folge Unschuldig)
- 2003: Polterabend
- 2003: Jetzt erst recht
- 2003: Himmel, Polt und Hölle
- 2003: Ravioli
- 2004: Familie auf Bestellung
- 2004: Mein Vater, meine Frau und meine Geliebte
- 2005: 11er Haus (Fernsehserie, 8 Folgen)
- 2005–2008: Mutig in die neuen Zeiten (Fernsehreihe)
  - 2005: Im Reich der Reblaus
  - 2006:  Nur keine Wellen
  - 2008:  Alles anders
- 2006: König Ottokars Glück und Ende
- 2006: Der Winzerkönig – TV, 2 Folgen
- 2006: Das Duo (Fernsehserie, Folge Auszeit)
- 2006: 8 × 45 (Fernsehserie, Folge Heaven)
- 2006: Schwere Jungs
- 2007: Angsthasen
- 2007: Die Geschworene
- 2007: Höllenangst
- 2008: Tatort – Der oide Depp
- 2008: Meine fremde Tochter
- 2008: Patchwork
- 2008: Falco – Verdammt, wir leben noch!
- 2008: Daniel Käfer – Die Schattenuhr
- 2009: Krupp – Eine deutsche Familie
- 2009: Mein Kampf
- 2010: Sennentuntschi
- 2010: Der letzte Weynfeldt
- 2010: Tatort – Operation Hiob
- 2011: Sommer der Gaukler
- 2011: Am Ende des Tages
- 2011: Die Blutgräfin
- 2011–2012: Wir Staatskünstler – div. TV-Folgen
- 2012: Braunschlag (Fernsehserie, 8 Folgen)
- 2012: Jesus liebt mich
- 2013: Unter Feinden
- 2014: Boͤsterreich (Fernsehserie, 10 Folgen)
- 2014: Wir machen durch bis morgen früh
- 2015: Zum Sterben zu früh
- 2015: The Team (Fernsehserie, 7 Folgen)
- 2015: Altes Geld (Fernsehserie, 8 Folgen)
- 2015: Meine fremde Frau
- 2016: Tatort – Die Geschichte vom bösen Friederich
- 2016: Die Hochzeit meiner Eltern
- 2016: Landkrimi – Höhenstraße
- 2017: Die göttliche Ordnung
- 2018: Reich oder tot
- 2018: Zauberer
- 2018–2019, seit 2022: Der Pass (Fernsehserie)
- 2020: Tatort: Das Team
- 2020: Nightlife
- 2020: Cortex
- 2020: Das Geheimnis des Totenwaldes (Fernsehfilm)
- 2021: Bekenntnisse des Hochstaplers Felix Krull
- 2021: Die Ibiza Affäre (Mini-Serie)
- 2021: Alles auf Rot
- 2022: Der Räuber Hotzenplotz
- 2022: Er flog voraus. Karl Schwanzer. Architektenpoem
- 2024: Kafka (Fernsehserie)
- 2024: Die Polizistin und die Sprache des Todes
- 2025: Drunter und Drüber – Chaos auf dem Friedhof (Fernsehserie)

## Theater (Auswahl)

### Burgtheater Wien (teilweise über mehrere Spielzeiten)
- 1994/1995: Titus Andronicus, von William Shakespeare (Martius) – Regie: Wolfgang Engel
- 1994/1995: Das Dschungelbuch, von Rudyard Kipling (Shir Khan) – Regie: Hansjörg Betschart
- 1994/1995: Romeo und Julia, von William Shakespeare (Peter, Diener der Amme) – Regie: Karlheinz Hackl
- 1995/1996: Der Messias, von Patrick Barlow (Bernhard) – Regie: Felix Benesch
- 1995/1996: Raststätte oder Sie machens alle, von Elfriede Jelinek (Kellner) – Regie: Claus Peymann
- 1995/1996: Tango, von Slawomir Mrożek (Artur) – Regie: Konstanze Lauterbach
- 1995/1996: Peer Gynt, von Henrik Ibsen (Mads Moen/Mann in Grau) – Regie: Claus Peymann
- 1995/1996: Der Bauer als Millionär, von Ferdinand Raimund (Zenobius / Lorenz / Tophan) – Regie: Ursel und Karl-Ernst Herrmann
- 1995/1996: Die Räuber, von Friedrich Schiller (Razmann) – Regie: Matthias Hartmann
- 1996/1997: Der kaukasische Kreidekreis, von Bertolt Brecht (Panzerreiter/Hochzeitsgast) – Regie: Ruth Berghaus
- 1996/1997: Zurüstungen für die Unsterblichkeit, von Peter Handke (Raumverdränger Drei) – Regie: Claus Peymann
- 1996/1997: Der Floh im Ohr, von Georges Feydeau (Camille Chandebise) – Regie: Karlheinz Hackl
- 1996/1997: Daheim hieß ich Jeannette, in Frankreich Jeanne, von einem anderen Namen weiß ich nichts, von Bertolt Brecht – Leitung: Konrad Kuhn
- 1997/1998: Fette Männer im Rock, von Nicky Silver (Bishop Hogan) – Regie: Karin Henkel
- 1997/1998: Edward II., von Christopher Marlowe (Mortimer junior) – Regie: Claus Peymann
- 1997/1998: Professor Bernhardi, von Arthur Schnitzler (Hochroitzpointner) – Regie: Achim Benning
- 1997/1998: Freiheit in Krähwinkel, von Johann Nepomuk Nestroy (Eberhard Ultra/Anton/Arthur) – Regie: Frank Castorf
- 1999/2000: Bakchen, von Euripides (Pentheus) – Regie: Silviu Purcarete
- 1999/2000: Pompes Funèbres, von Franz Wittenbrink (Ein Fremder) – Regie: Franz Wittenbrink
- 1999/2000: Der Färber und sein Zwillingsbruder, von Johann Nepomuk Nestroy (Kilian Blau und Hermann Blau, Zwillinge) – Regie: Karlheinz Hackl
- 2000/2001: Der jüngste Tag, von Ödön von Horváth (Ferdinand) – Regie: Andrea Breth
- 2000/2001: Leonce und Lena, von Georg Büchner (Prinz Leonce) – Regie: Sven-Eric Bechtolf
- 2001/2002: Maria Stuart, von Friedrich Schiller (Mortimer) – Regie: Andrea Breth
- 2001/2002: Die Jungfrau von Orleans, von Friedrich Schiller (Karl der Siebente) – Regie: Karin Beier
- 2002/2003: Emilia Galotti, von Gotthold Ephraim Lessing (Angelo) – Regie: Andrea Breth
- 2002/2003: Oblomow, von Iwan Alexandrowitsch Gontscharow (Stolz) – Regie: Stephan Müller
- 2002/2003: Reigen, von Friedrich Schiller (Der Graf) – Regie:Sven-Eric Bechtolf
- 2003/2004: Was ihr wollt, von William Shakespeare (Sir Toby Rülp) – Regie: Roland Koch
- 2003/2004: Der Kissenmann, von Martin McDonagh (Ariel) – Regie: Anselm Weber
- 2003/2004: Don Carlos, von Friedrich Schiller (Herzog von Alba) – Regie: Andrea Breth
- 2004/2005: God save America, von Biljana Srbljanović (Daniel) – Regie: Karin Beier
- 2004/2005: Zu ebener Erde und erster Stock, von Johann Nepomuk Nestroy (Johann) – Regie: Anselm Weber
- 2004/2005: Der Kirschgarten, von Anton Pawlowitsch Tschechow (Jaša) – Regie: Andrea Breth
- 2005/2006: König Ottokars Glück und Ende, von Franz Grillparzer (Zawisch von Rosenberg) – Regie: Martin Kušej
- 2005/2006: Die Entführung aus dem Serail, von Wolfgang Amadeus Mozart (Bassa Selim) – Regie: Karin Beier
- 2006/2007: Höllenangst, von Johann Nepomuk Nestroy (Wendelin) – Regie: Martin Kušej
- 2006/2007: Viel Lärm um Nichts, von William Shakespeare (Don Pedro, Prinz von Aragon) – Regie: Jan Bosse
- 2006/2007: Maß für Maß, von William Shakespeare (Angelo/Volk) – Regie: Karin Beier
- 2007/2008: Motortown, von Simon Stephens (Danny) – Regie: Andrea Breth
- 2007/2008: Die Rosenkriege, von William Shakespeare (Richard III) – Regie: Stephan Kimmig
- 2008/2009: Der Weibsteufel, von Karl Schönherr (Ein junger Grenzjäger) – Regie: Martin Kušej
- 2008/2009: Das Leben ein Traum, von Pedro Calderón de la Barca (Sigismund) – Regie: Karin Beier
- 2009/2010: Geschichten aus dem Wiener Wald, von Ödön von Horváth (Alfred) – Regie: Stefan Bachmann
- 2009/2010: Quai West, von Bernard-Marie Koltès (Fak) – Regie: Andrea Breth
- 2009/2010: Lorenzaccio, von Alfred de Musset (Herzog Alessandro de Medici/Verbannter/Gast/Totengräber) – Regie: Stefan Bachmann
- 2010/2011: Professor Bernhardi, von Arthur Schnitzler (Professor Dr. Flint, Unterrichtsminister) – Regie: Dieter Giesing
- 2010/2011: Was ihr wollt, von William Shakespeare (Sir Toby Rülp) – Regie: Matthias Hartmann
- 2011/2012: Fool of Love – Shakespeare-Sonette mit Musik von Karsten Riedel und Franui – Regie: Michael Schachermaier
- 2011/2012: Endstation Sehnsucht, von Tennessee Williams (Stanley Kowalski) – Regie: Dieter Giesing
- 2012/2013: Onkel Wanja, von Anton Pawlowitsch Tschechow (Iwán Petrówitsch Wojnízkij, genannt „Onkel Wanja“) – Regie: Matthias Hartmann
- 2012/2013: Liliom, von Franz Molnár (Liliom) – Regie: Barbara Frey
- 2013/2014: Der böse Geist Lumpazivagabundus, von Johann Nepomuk Nestroy (Knieriem) – Regie: Matthias Hartmann
- 2014/2015: Die Affäre Rue de Lourcine, von Eugène Labiche (Lenglumé) – Regie: Barbara Frey
- 2015/2016: Diese Geschichte von Ihnen, von John Hopkins (Johnson) – Regie: Andrea Breth
- 2016/2017: Endspiel, von Samuel Beckett (Hamm)
- 2016/2017: Geächtet, von Ayad Akhtar (Issac) – Regie: Tina Lanik
- 2021/2022: Geschichten aus dem Wiener Wald, von Ödön von Horváth (Oskar) – Regie: Johan Simons

### Stadttheater Klagenfurt
- 1990: Der Verschwender von Ferdinand Raimund (Herr von Helm) – Regie: Fritz Zecha

### Theater der Jugend – Renaissancetheater
- 1991: Pippi Langstrumpf, von Astrid Lindgren (Matrose) – Regie: Klaus Rott
- 1992: Dr. Faust und der verhängnisvolle Pakt mit dem Teufel, nach Johann Wolfgang von Goethe von Carlo Formigoni (Valentin/Gott) – Regie: Carlo Formigoni

### Theater im Künstlerhaus
- 1992: Rokoko, von Cecilie Løveid (Weißer Mann 2) – Regie: Beverly Blankenship

### Theater der Jugend – Theater im Zentrum
- 1993: Gretchen Sackmeier, nach Christine Nöstlinger von Eberhard Petschinka (Hänschen) – Regie: Alexander Strobele

### Theater Drachengasse
- 1993: Liebe, Lust und Lüge oder Die falschen Kurtisanen, von Aphra Behn (Frank Gaillard/Morosini) – Regie: Beverly Blankenship
- 1994: Der Ritter vom flammenden Stössel, von Francis Beaumont (Georg Bürger) – Regie: Beverly Blankenship

### Volksoper
- 2004: Im weissen Rössl von Ralph Benatzky (Sigismund Sülzheimer jr.) – Regie: Robert Herzl

### Residenztheater München
- 2011/2012: Der Weibsteufel, von Karl Schönherr (Ein junger Grenzjäger) – Regie: Martin Kušej
- 2011/2012: Kasimir und Karoline, von Ödön von Horváth (Kasimir) Regie: Frank Castorf

## Festspiele (Auswahl)

### Maria Enzersdorfer Festspiele
- 1991: Einen Jux will er sich machen, von Johann Nepomuk Nestroy (August Sonders) – Regie: Elfriede Ott

### Komödienspiele Porcia – Spittal an der Drau
- 1992: Ex – Ein König auf Extratouren, von Antal Szerb (Kommandant der Leibwache/Gervaisis) – Regie: Tamás Ferkay
- 1992: La Donna di Garbo oder Liebe macht erfinderisch, von Carlo Goldoni (Lelio) – Regie: Tamás Ferkai
- 1992: Viel Lärm um Nichts, von William Shakespeare (Wächter) – Regie: Tamás Ferkai
- 1993: Ein Sommernachtstraum, von William Shakespeare (Löwe) – Regie: Tamás Ferkai
- 1993: Der Florentinerhut, von Eugène Labiche (Fadinard) – Regie: Tamás Ferkai
- 1995: Der Verschwender, von Ferdinand Raimund (Wolf) – Regie: Tamás Ferkai
- 1995: Der Widerspenstigen Zähmung, von William Shakespeare (Hortensio/Curtis) – Regie: Tamás Ferkai

### Festspiele Reichenau
- 1996: Der einsame Weg, von Arthur Schnitzler (Felix) – Regie: Beverly Blankenship
- 2002: Affaire Lina Loos, von Arthur Schnitzler, Neufassung Hans Haider (Alfred Polgar) – Regie: Jürgen Kaizik
- 2003: Umsonst!, von Johann Nepomuk Nestroy (Pitzl) – Regie: Michael Gampe
- 2004: Der Talisman, von Johann Nepomuk Nestroy (Titus Feuerfuchs) – Regie: Michael Gampe
- 2007: Komödie der Worte, 3 Einakter von Arthur Schnitzler (Dr. Karl Eckold/Gilbert/Felix Staufner) – Regie: Michael Gampe
- 2008: Parkbank-Philosophen, kabarettistische Revue nach Motiven von Karl Farkas und Fritz Grünbaum
- 2009: Spiel im Morgengrauen, von Arthur Schnitzler (Leutnant Greising und Regiedebut) – Regie: Nicholas Ofczarek

### Salzburger Festspiele
- 2005: König Ottokars Glück und Ende, von Franz Grillparzer (Zawisch von Rosenberg) – Regie: Martin Kušej
- 2006: Höllenangst, von Johann Nepomuk Nestroy (Wendelin) – Regie: Martin Kušej
- 2010–2012: Jedermann, von Hugo von Hofmannsthal (Jedermann) – Regie: Christian Stückl
- 2013: Der böse Geist Lumpazivagabundus, von Johann Nepomuk Nestroy (Knieriem) – Regie: Matthias Hartmann[8]
- 2016: Endspiel, von Samuel Beckett (Hamm)

## Musik
- 2011: Wunderwelt Klaus Prünster feat. Anna Unterberger, Simon Schwarz und Nicholas Ofczarek (Filmmusik zu Am Ende des Tages)

## Auszeichnungen
- 1999: Josef-Kainz-Medaille
- 2003: Träger des Wiener Schauspielerringes
- 2005: Nestroy-Theaterpreis – Auszeichnung als „Bester Schauspieler“
- 2006: Nestroy-Theaterpreis – Auszeichnung als „Bester Schauspieler“
- 2009: 3sat-Preis für die schauspielerische Leistung in Der Weibsteufel
- 2012: Johann-Nestroy-Ring der Stadt Bad Ischl
- 2012: Gertrud-Eysoldt-Ring, für seine Darstellung des Kasimir in Horváths Kasimir und Karoline am Residenztheater München
- 2012: Romy Film- und Fernsehpreis als „Beliebtester Schauspieler“
- 2016: Auszeichnung der Deutschen Akademie für Fernsehen in der Kategorie Schauspieler Hauptrolle für Tatort: Die Geschichte vom bösen Friederich
- 2017: Verleihung des Berufstitels Kammerschauspieler[10]
- 2018: Thomas-Pluch-Drehbuchpreis – Spezialpreis der Jury für Zauberer[11]
- 2022: Romy in der Kategorie Beliebtester Schauspieler Serie/Reihe[12]
- 2022: Filmpreis Roland[13]

## Besetzungen
- Burgtheaterbesetzungen von 2013 bis 2014
- Burgtheaterbesetzungen ab 2014
- Schauspielbesetzungen der Salzburger Festspiele 2012 bis 2016